# 強壯短尾蝠
強壯短尾蝠（Mystacina robusta）或稱作大短尾蝠，是紐西蘭特有的一種短尾蝠。史前牠們已經分佈在北島及南島，但後來就只有在斯圖爾特島出沒。牠們在地上爬行的能力，能夠如同飛行般熟練。牠們的雙翼可以在身體兩側摺曲成小袋，使牠們能夠穿越山洞或叢林。
強壯短尾蝠在毛利人到達紐西蘭前數量仍很多。牠們會棲息在海鳥的巢。牠們飛行得很慢，從不飛高於地面2-3米的高度。牠們是吃花蜜，或是會吃其他鳥類。牠們最後的棲息地是在Big South Cape Island，但可能因黑鼠的到來而消失。最後的標本是於1965年採集到的。